# Live'N'Louder
Live'N'Louder foi um festival musical de bandas de metal realizado no Brasil e no México. Foram realizadas três edições, nos anos de 2005, 2006 e 2013. O evento foi realizado pela Top Link Music.

## Edição 2005
Local: Estádio do Canindé
Data: 12 de outubro de 2005
Bandas que tocaram na edição 2005 do evento:
- Scorpions
- Nightwish
- Destruction (No lugar do Testament)
- Shaaman
- Rage
- Dr. Sin
- The 69 Eyes
- Tuatha de Danann

## Edição 2006
Local: Arena Skol Anhembi
Data: 14 de outubro de 2006
Bandas que tocaram na edição 2006 do evento:
- David Lee Roth
- Stratovarius
- André Matos
- Doro
- Sepultura
- Nevermore
- Primal Fear
- After Forever
- Gotthard
- Mindflow
- Massacration

## Edição 2013
Local: Espaço das Américas
Data: 14 de abril de 2013
Bandas que tocaram na edição 2013 do evento:
- Twisted Sister[8][9][10]
- Metal Church[11]
- Molly Hatchet
- Loudness
- Sodom
- Angra